# József (Jézus nevelőapja)

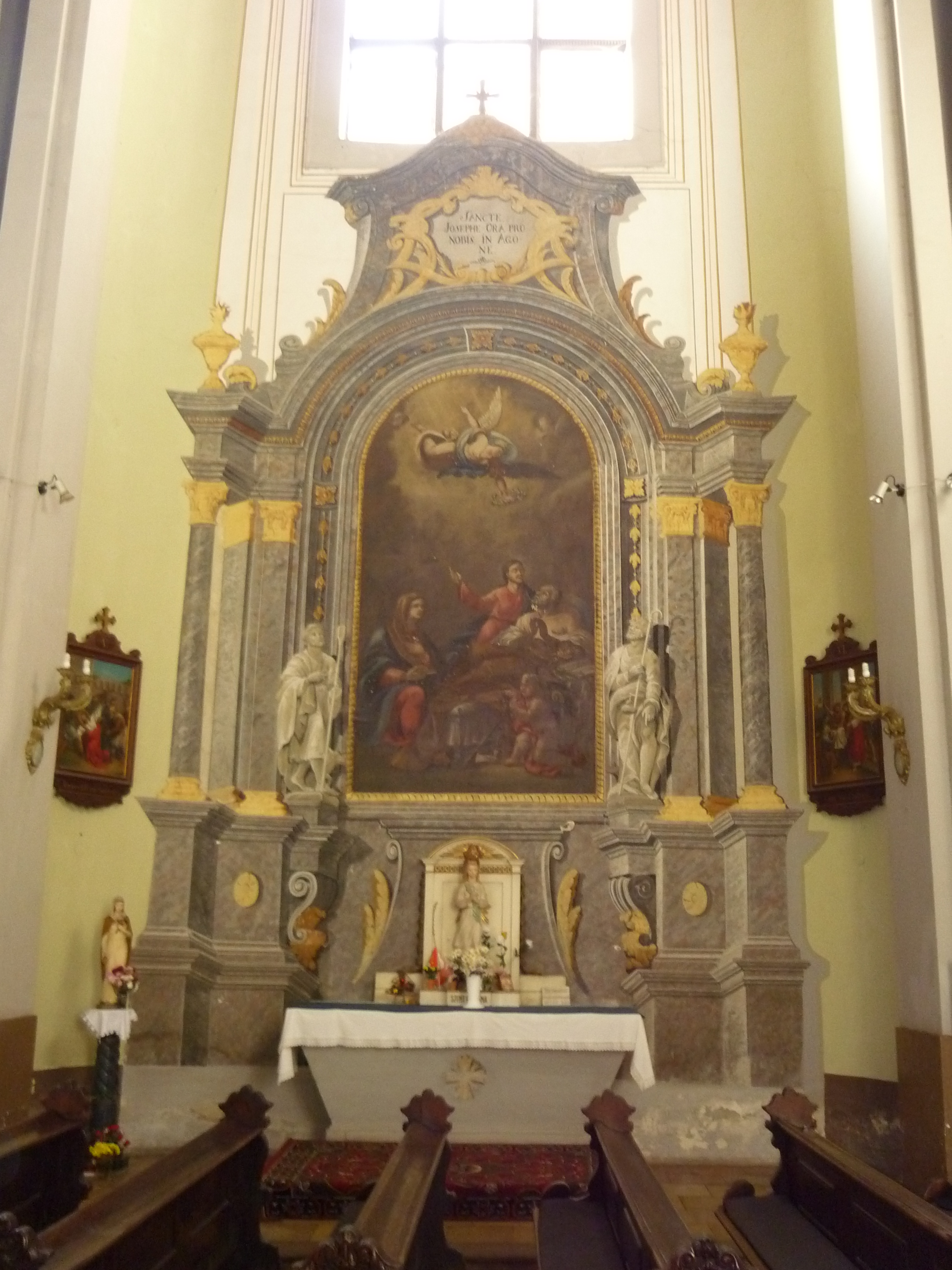
Oltára az egri minorita templomban

József (héber: יוסף , görög: Ἰωσήφ), a katolikus és más egyházakban Szent József,  1. századi zsidó férfi volt, aki a kanonikus evangéliumok szerint feleségül vette Máriát és Jézus törvényes apja volt.
Az evangéliumok alapján Dávid házából származó ács, az Újszövetség szerint Szűz Mária férje és Jézus nevelőapja, a kereszténységben a Szent Család feje. A katolikus, ortodox és anglikán egyházakban szentként tisztelik.

## A Bibliában
Nemzetségtáblája:

„Ábrahám fia Izsák volt, Izsák fia Jákob, Jákob fiai pedig Júda és ennek testvérei. Júda fiai Támártól Fáresz és Zára, Fáresz fia Ezron, Ezron fia Árám. Árám fia Aminadab, Aminadab fia Náásszon, Náásszon fia Szalmón. Szalmón fia Ráhábtól Boáz, Boáz fia Rúttól Obed, Obed fia Jessze, Jessze fia pedig Dávid király. Dávid király fia, Uriás feleségétől, Salamon volt. Salamon fia Roboám, Roboám fia Abia, Abia fia Áza, Áza fia Jozafát, Jozafát fia Jórám, Jórám fia Oziás, Oziás fia Joatám, Joatám fia Ákáz, Ákáz fia Ezekiás, Ezekiás fia Manassze, Manassze fia Ámon, Ámon fia Joziás, Joziás fiai pedig Jechoniás és ennek testvérei a babiloni fogság idején. A babiloni fogság után Jechoniás fia Szalatiél volt, Szalatiél fia Zorobábel, Zorobábel fia Ábiúd, Ábiúd fia Eliakim, Eliakim fia Ázór, Ázór fia Szádok, Szádok fia Áchim, Áchim fia Eliud, Eliud fia Eleázár, Eleázár fia Mattán, Mattán fia Jákob, Jákob fia pedig József, Mária férje. Mária a Krisztusnak nevezett Jézus szülőanyja. E szerint a nemzedékek összege: Ábrahámtól Dávidig tizennégy nemzedék, Dávidtól a babiloni fogságig tizennégy nemzedék és a babiloni fogságtól … (Józsefig) tizennégy nemzedék. Mt 1,1–17”

Máté evangéliuma szerint az apja Jákob volt, Lukács szerint viszont Élinek hívták. Az evangéliumok azonban nem adják meg sem születése, sem halála helyét vagy idejét. Amit megtudunk belőlük, hogy hosszabb ideig a galileai Názáretben élt, néhány évig a júdeai Betlehemben lakott, illetve Egyiptomba kellett menekülnie.
Az evangéliumok foglalkozására nézve a τεκτων szót használják, amit hagyományosan ácsnak fordítanak, jóllehet más (főként famegmunkáló) mesterségeket is takarhat. Ezen felül keveset tudunk meg róla az evangéliumokból, amelyekben egy szót sem idéznek tőle. Jézus 12 éves kora után többé nem említik.

## Tisztelete
Az ókori hagyomány alapján József kultusza az 5. századtól alakult ki az egyiptomi kolostorokban, ahol az ács József apokrif történetét megírták, és ahol ünnepét egy napra kitűzték. Ez a mai napig bejegyzett ünnep a kopt naptárban. Ennek a szentnek a kultusza a názáreti „József-templom” körül legalább a 7. századtól elterjedt.
A legkorábbi feljegyzések a keresztény egyházban József hivatalos áhítatának követéséről a 800-as évekből származnak, azaz a 9. században kezdtek megjelenni, majd a középkorban egyre inkább népszerűsödött a tisztelete, mint Nutritor Domini (az Úr nevelője/gondnoka).

### Védőszentként
A katolikus hagyományban József a munkások védőszentje, és számos ünnepnapja van. IX. Piusz pápa 1870-ben Szent Péterrel együtt a római katolikus egyház védőszentjévé nyilvánította, ezen kívül számos ország védőszentje.